# Homeomastax quinteroi
Homeomastax quinteroi är en insektsart som beskrevs av David M. Rowell och Bentos-pereira 2001. Homeomastax quinteroi ingår i släktet Homeomastax och familjen Eumastacidae. Inga underarter finns listade i Catalogue of Life.